# غورغ شتومه
غورغ شتومه (بالألمانية Georg Stumme) ـ (ولد في هلبرشتات في 29 يوليو 1886 وتوفي في العلمين في 24 أكتوبر 1942) هو أحد الجنرالات الألمان في الحرب العالمية الثانية. تولى قيادة قوات المحور لفترة وجيزة في بداية معركة العلمين الثانية انتهت بوفاته بأزمة قلبية أثناء المعركة، وحل محله في القيادة الجنرال فيلهلم ريتر فون توما.